# Daymé Arocena
Daymé Arocena (nascida em janeiro de 1992) é uma cantora de jazz afro-cubana de Havana.  Tem sido descrita como a "melhor jovem cantora de Cuba". 

## Percurso
Arocena começou a apresentar-se semiprofissionalmente com oito anos; aos 14 anos, ela tornou-se a vocalista da banda Los Primos. É considerada um prodígio musical, sendo compositora, arranjadora, diretora de coro e líder de banda, além de cantora.
Arocena entrou na lista da National Public Radio (NPR) dos 50 álbuns favoritos de 2015, com o álbum Nueva Era.  Descrevendo a voz de Arocena, o apresentador da NPR Felix Contreras a chamou de "um cruzamento entre Celia Cruz e Aretha Franklin", dizendo que o nome de Arocena "merecia estar ao lado dessas duas vozes lendárias".  Em 2015, ganhou o Juno Award para o melhor álbum de jazz, como membro da banda de jazz Maqueque, tocando com a cantora canadense Jane Bunnett.  O mesmo disco, Oddara, também foi nomeado para a categoria de Melhor Álbum Latino de Jazz na 60.ª edição dos Grammy Awards.
Em 2019, o seu álbum Sonocardiogram foi incluído na lista de melhores do ano pela equipa da NPR.
Arocena acredita fortemente na Santeria, uma religião afro-caribenha baseada nos princípios iorubás; para marcar sua fé, ela apresenta-se frequentemente usando um turbante e vestida de branco.

## Discografia
- The Havana Cultura Sessions EP (2015, Brownswood Recordings)
- Nueva Era (2015, Brownswood Recordings)
- Cubafonía (2017, Brownswood Recordings)
- Sonocardiogram (2019, Brownswood Recordings)
- Alkemi (2024, Brownswood Recordings)